# Пётр Первый. Завещание
«Пётр Первый. Завещание» — российский мини-сериал 2011 года, снятый режиссёром Владимиром Бортко по мотивам романа Даниила Гранина «Вечера с Петром Великим». Производство: «Студия 2-Б-2 интертэйнмент» по заказу телеканала «Россия-1».
Телесериал рассказывает о двух последних годах жизни Петра I и содержит элементы художественного вымысла, не буквально соответствуя данным современной исторической науки. Название перекликается с тенденциозным «Завещанием Петра Великого», но ни о каком конкретном завещании Петра в фильме речь не идёт.

## Сюжет
Пётр, давно утомлённый бременем власти и душевным одиночеством, увлекается молодой, красивой и образованной молдавской княжной Марией Кантемир. Она становится его любовницей и, вероятно, самой большой в жизни любовью. Пётр готов пойти на развод с Екатериной I, однако от лишения её трона его останавливает князь Ромодановский. Мария ждёт ребёнка от императора, чего Екатерина не хочет допустить: Пётр может признать ребёнка своим наследником. Она идёт на сговор с врачом, и тот прерывает беременность.
Романтическая линия сюжета развивается параллельно с текущими государственными делами самодержца. Он ведёт кровавую непримиримую борьбу с казнокрадством и мздоимством, продолжает укреплять армию и флот. Однажды, принимая участие в спасении моряков в ледяной воде, Пётр тяжело заболевает. Царедворцы осознают, что он находится при смерти. Они уже договорились о разделе власти и никого к умирающему не подпускают. После кончины Петра официально объявляется, что, начав писать завещание, он успел начертать только «Отдайте всё…». Императора начинают хоронить в XVIII веке, но проносят гроб уже по современному Невскому проспекту.

## В ролях
- Александр Балуев — Пётр I
- Елизавета Боярская — Мария Кантемир
- Ирина Розанова — Екатерина I
- Сергей Маковецкий — Александр Меншиков
- Александр Филиппенко — Пётр Толстой
- Сергей Шакуров — Фёдор Ромодановский
- Валерий Соловьёв — Павел Ягужинский
- Михаил Боярский — князь Дмитрий Кантемир
- Анна Ковальчук — Анастасия Трубецкая-Кантемир
- Кирилл Астафьев — Антиох Кантемир
- Валерий Гришко — Фёдор Матвеевич Апраксин
- Максим Радугин — Виллим Монс, фаворит императрицы
- Людмила Шевель — Балк
- Клаус-Дитер Банге — Лаврентий Блюментрост
- Александр Баширов — Иван Балакирев, придворный шут Петра I
- Игорь Головин — Макаров
- Владимир Матвеев — Алексей Курбатов
- Мухтар Гусенгаджиев — Дауд
- Владимир Борчанинов — граф Борис Шереметьев
- Александр Малявин — палач
- Юрий Лопарёв — Ефим Никонов
- Галина Жданова — Татьяна Юшкова
- Константин Воробьёв — Паликула, лекарь в доме князя Кантемира
- Иван Краско — старик
- Ефим Каменецкий — Андрей Нартов
- Алексей Зубарев — французский инженер
- Александр Юдин — немецкий мастер
- Сергей Амосов — писарь
- Александр Сластин — Вильстер
- Сергей Русскин — банщик императора

## Критика
Кинокритик Ирина Петровская в интервью радиостанции «Эхо Москвы» отмечает, что в фильме излишне много современного политического подтекста и ненужной многозначительности. Она же очень позитивно оценивает актёрскую работу Ирины Розановой. В обзоре для «Новой газеты» Ирина Петровская даёт заключение, что «сценарные и режиссёрские просчёты искупаются работой прекрасных актёров». Юрий Богомолов из «Российской газеты» предположил, что сериал снят на основе домыслов и пикантных анекдотов о монаршей особе: «юная княжна отдаётся царю не по любви, а из понимания своей исторической миссии — престолу нужен наследник».
Корреспондент газеты «Комсомольская правда» Павел Садков отзывается о фильме в целом положительно:

Пётр, понятно, был другим. Екатерина, скорее всего, тоже, а князь Меншиков в любом случае хоть и великий, но жулик… Владимир Бортко собрал классных актёров, взял мощную историю и снял достойный фильм, за который не стыдно, что по нынешним временам уже успех. Не без лубка, конечно, но как иначе-то?

## Съёмочная группа
- Авторы сценария: Игорь Афанасьев, Владимир Бортко, Даниил Гранин
- Режиссёр: Владимир Бортко
- Продюсеры: Антон Златопольский, Владимир Бортко
- Оператор: Елена Иванова
- Художники: Владимир Светозаров, Марина Николаева
- Композитор: Владимир Дашкевич
- Визуальные эффекты: студия «Бегемот»

## Премьера
Премьера состоялась на канале «Россия 1» 14 мая 2011 года (две серии) и 15 мая (две серии).

## Призы и награды
- Высшая награда города — Почётный знак «За заслуги перед Санкт-Петербургом»
- «Орден Почёта Молдавии» Михаилу Боярскому и Елизавете Боярской «в знак высокого признания особых заслуг в развитии молдавско-российского сотрудничества в области культуры и за талантливое воплощение художественных образов молдавского господаря Дмитрия Кантемира и княжны Марии Кантемир в фильме „Пётр Первый. Завещание“»[6].